# Warri
Warri város Nigéria déli részén, a Delta szövetségi államban. Agglomerációjának népessége kb. 890 ezer fő 2015-ben.
Kikötőváros a Niger folyó deltájának nyugati részén. Gazdaságának fő ágai: a petrolkémiai ipar, hajógyártás, acélgyártás.
Már a 15. században jártak itt portugál misszionáriusok. A gyarmatosítás időszakában a portugál és holland rabszolga-kereskedők egyik helyi központja. Az 1800-as évek végétől a pálmaolaj, a gumi, a kakaó, földimogyoró, gyapot, nyersbőr és irha kereskedési és exportáló helye.

## Nevezetes szülöttei
- Nneka Egbuna (* 1980), énekes
- Darlington Omodiagbe (* 1978), focista
- Nedum Onuoha (* 1986), focista
- Emmanuel Olisadebe (* 1978), focista
- Kim Ojo (* 1988), focista

## Fordítás
Ez a szócikk részben vagy egészben  a   Warri című angol Wikipédia-szócikk fordításán alapul.  Az eredeti cikk szerkesztőit annak laptörténete sorolja fel. Ez a jelzés csupán a megfogalmazás eredetét és a szerzői jogokat jelzi, nem szolgál a cikkben szereplő információk forrásmegjelöléseként.